# Mamadou Mota
Mamadou Yacouba Mota est un homme politique camerounais et président du Mouvement pour la renaissance du Cameroun[Depuis quand ?][Jusqu'à quand ?].

## Biographie

### Enfance et débuts
Mamadou Mota est originaire de Tokombéré[réf. nécessaire]. Il a été au CES de Tokombéré et au lycée classique de Mokolo[réf. nécessaire]. Il étudie à l'université de Ngaoundéré et obtient un master 2 en géographie. À l'université de Dschang, il obtient un diplôme d'ingénieur agronome[réf. nécessaire].

### Carrière
Il a travaillé pour la Sodecoton, détaché de son ministère de tutelle, le Ministère de l'Élevage, des Pêches et des Industries animales[réf. nécessaire].

### Politique
Mamadou Mota est vice-président du MRC[Depuis quand ?][Jusqu'à quand ?].  

### Vide Privée
Mamadou Mota est marié et père de plusieurs[Combien ?] enfants.

## Incarcération à Kondengui
Mamadou Mota est mis en garde à vue lors d'une interpellation de masse le samedi 1erjuin 2019,, au cours des marches du MRC en protestation contre l'incarcération de Maurice Kamto. Il est transféré à la prison centrale de Kondengui, à Yaoundé,,,,. Il est libéré dans la nuit du 4 au 5 février 2021 après 1 an, 8 mois et 4 jours de détention,.  